# Abu Ali al-Anbari
Abu Ali al-Anbari (arabisch أبو علي الأنباري, DMG Abū ʿAlī al-Anbārī; * 20. Jahrhundert; † 12. Dezember 2015 in al-Ash, Syrien) war ein führendes Mitglied der Terrormiliz Islamischer Staat. Anbari war auch unter dem Namen Adnan al-Sweidawi bekannt. Er war Stellvertreter Abu Bakr al-Baghdadis in Syrien. Geboren wurde er vermutlich in Mossul im Irak.

## Werdegang
Während der Regierungszeit Saddam Husseins bekleidete al-Anbari den Rang eines Generalmajors der irakischen Armee. Nach dem Sturz des Regimes im Jahr 2003 schloss er sich dem sunnitischen Widerstand an und bekämpfte die von den Vereinigten Staaten angeführten Besatzungstruppen sowie die von Schiiten dominierte neue Zentralregierung in Bagdad. Dieser Widerstand umfasste mehrere ehemalige Gefolgsleute Saddam Husseins, insbesondere aus dem militärischen Bereich.
Abu Ali al-Anbari und Baghdadi lernten sich vermutlich im Jahr 2004 im US-Gefangenenlager Camp Bucca im Irak kennen. Insgesamt waren 17 der 25 wichtigsten Anführer des islamischen Staates in US-Gefängnissen eingesperrt. Zusammen mit al-Baghdadi und Abu Muslim al-Turkmani bildete er die Führungsspitze des Islamischen Staats (IS). Gemäß der Aufbauorganisation des IS laut Spiegel Online und Die Welt unterstanden Anbari fünf Gouverneure für die syrischen Provinzen. Anbari gehörte dem Militärrat des IS an, welcher die Feldzüge plant. Außerdem war er für die Spionagearbeit des IS zuständig.
Abu Ali al-Anbari wurde am 12. Dezember 2015 zusammen mit 14 anderen IS-Angehörigen bei einem Luftangriff der irakischen Armee im Nordosten Syriens getötet.